# Pitthea argentiplaga
Pitthea argentiplaga är en fjärilsart som beskrevs av W. Warren 1897. Pitthea argentiplaga ingår i släktet Pitthea och familjen mätare. Inga underarter finns listade i Catalogue of Life.